# 6737 Okabayashi
6737 Okabayashi (1993 ER) là một tiểu hành tinh vành đai chính được phát hiện ngày 15 tháng 3 năm 1993 bởi K. Endate và K. Watanabe ở Kitami.